# Jinggonglu (sockenhuvudort i Kina, Jiangxi Sheng, lat 28,00, long 116,36)
Jinggonglu är en sockenhuvudort i Kina. Den ligger i provinsen Jiangxi, i den sydöstra delen av landet, omkring 89 kilometer sydost om provinshuvudstaden Nanchang. Antalet invånare är 42 583. Befolkningen består av 21 343 kvinnor och 21 240 män. Barn under 15 år utgör 18,0 %, vuxna 15-64 år 74 %, och äldre över 65 år 7,0 %.
Runt Jinggonglu är det tätbefolkat, med 511 invånare per kvadratkilometer. Närmaste större samhälle är Fuzhoushi, 1,1 km nordväst om Jinggonglu. Trakten runt Jinggonglu består till största delen av jordbruksmark.
Genomsnittlig årsnederbörd är 2 281 millimeter. Den regnigaste månaden är juni, med i genomsnitt 426 mm nederbörd, och den torraste är oktober, med 17 mm nederbörd.